# Thierry Claveyrolat
Thierry Claveyrolat (A Tronche, 31 de março de 1959 - Notre-Dame-de-Mésage, 7 de setembro de 1999), apelidado "L'Aigle de Vizille", foi um ciclista francês, profissional entre os anos 1983 e 1994, durante os quais conseguiu 28 vitórias.
Era um especialista nas etapas de montanha. Conseguiu ganhar a classificação da montanha em várias corridas, como a Volta à Catalunha, a Bicicleta Basca, o Critérium du Dauphiné ou o Midi Livre, e finalmente também no Tour de France.
Outros resultados importantes foram o 2º lugar no Campeonato da França em 1991 e o 5º no Campeonato do Mundo em 1989.
Suicidou-se em 1999 de um disparo como consequência de uma depressão adquirida ao ser responsável por um acidente de tráfico no que uma família de quatro pessoas resultou gravemente ferida.

## Palmarés
1986
- 2 etapas do Dauphiné Libéré

1987
- 1 etapa do Dauphiné Libéré

1989
- 1 etapa do Dauphiné Libéré
- 2 etapas da Volta a Catalunha
- 1 etapa da Bicicleta Eibarresa (Subida a Arrate)
- Tour de Limousin
- Grande Prêmio La Marsellesa

1990
- Bicicleta Eibarresa (incluída a Subida a Arrate)
- Polynormande
- 1 etapa do Dauphiné Libéré
- 1 etapa do Tour de France e classificação da montanha

1991
- 1 etapa do Tour de France
- 2º no Campeonato da França de ciclismo em estrada

1993
- Grande Prêmio de Plouay
- Copa da França
- Tour de Haut-Var
- Troféu dos Escaladores

### Resultados no Tour de France
- 1985. 29º da classificação geral
- 1986. 17º da classificação geral
- 1987. Abandona (19ª etapa)
- 1988. 23º da classificação geral
- 1989. Abandona (9ª etapa)
- 1990. 21º da classificação geral. Vencedor de uma etapa.  1º do Grande Prêmio da Montanha
- 1991. 27º da classificação geral. Vencedor de uma etapa
- 1992. 33º da classificação geral
- 1993. 28º da classificação geral

### Resultados na Volta a Espanha
- 1989. 65º da classificação geral